# Calliste de Schrank
Tangara schrankii
Espèce
Statut de conservation UICN

 LC  : Préoccupation mineure
Le Calliste de Schrank (Tangara schrankii), également appelé Tangara éclairant, est une espèce d'oiseaux de la famille des Thraupidae.

## Nomenclature
Son nom commémore le prêtre et naturaliste allemand Franz von Paula Schrank (1747-1825).

## Répartition
Cet oiseau se reproduit dans l'ouest et le centre de l'Amazonie (de l'est de l'Équateur au sud du Venezuela et le centre du Brésil et  de la Bolivie).

## Habitat
C'est un habitant des forêts humides et des marécages des plaines tropicales et subtropicales du continent américain.

## Sous-espèces
D'après la classification de référence (version 5.2, 2015) du Congrès ornithologique international, cette espèce est constituée des deux sous-espèces suivantes :
- Tangara schrankii schrankii ;
- Tangara schrankii venezuelana.